# 赫拉特国际机场
赫拉特国际机场（波斯語：‎）是一座位于阿富汗西部赫拉特省首府赫拉特的机场，主要提供阿富汗国内线民航业务和国际线民航业务。机场位于赫拉特东南方向10.5公里处。赫拉特至法拉公路的东侧，紧邻古兹拉县的古兹拉。赫拉特国际机场是阿富汗境内继喀布尔国际机场和坎大哈国际机场之后的第三大商业机场。

## 历史
赫拉特机场是在1950年代末期，由美国工程师设计建造的。1980年代，在苏联入侵阿富汗的战争期间，它被苏联占据，成为一座军用战斗机和运输机基地，并藉此发动针对圣战者的大规模空袭轰炸行动。部署在这里的有诸如安-26运输机、安-32运输机、米格-21战斗机等机型。
在2001年的阿富汗战争期间，赫拉特机场在由美国空军和英国皇家空军发动的持久自由军事行动中遭到了轰炸。同年11月12日，在赫拉特爆发起义，塔利班武装被逐出这一地区。之后不久，美国陆军特种部队第5特种作战群5营4连（Operational Detachment Alpha 554 ，代号"德克萨斯08"（"Texas 08"））抵达赫拉特机场，他们在作战报告中写道：“……与当地的指挥官进行了直接谈判，将多国人道主义援助团队安排驻扎” 在赫拉特机场。此后，在2002年至2005年期间，美国领导下的多国部队一直驻扎在赫拉特机场。
在2005年5月，作为第二阶段过渡计划的组成部分，驻守赫拉特机场的任务从美国领导下的联军和北约部队转移给驻阿富汗国际维和部队。在45天的时间里，来自美国新泽西州麦圭尔空军基地第621应急响应联队的47人油罐空运控制分队，为负责后续领导驻阿富汗西部维和部队的300余名意大利士兵的进驻做了相关准备。为了完成这一特殊任务，他们出动了两架波音C-17环球霸王III每天投入任务。
自2005年至今，赫拉特机场一直由驻阿富汗国际维和部队使用，其他使用者也包括阿富汗国民军航空部队（现称阿富汗空军）和阿富汗国家警察。近年来，意大利已承诺为机场的扩建和改造提供1亿3700万欧元的资金援助。在这项援助计划下，机场跑道得以延长并重新进行了铺设，并且新建起来一座航站楼，新航站楼以一名阵亡意大利军官的名字，马西莫·兰扎尼上尉（Captain Massimo Ranzani）命名，并已投入使用。自2011年起，机场被正式命名为赫拉特国际机场。

## 航空公司及航点
| 航空公司           | 目的地                                 |
| ------------------ | -------------------------------------- |
| 阿富汗杰特国际航空 | 喀布尔                                 |
| 阿里亚纳阿富汗航空 | 喀布尔                                 |
| 东方地平线航空     | 恰赫恰兰，法拉，喀布尔，迈马纳，扎兰季 |
| 卡姆航空           | 喀布尔，马什哈德, 马扎里沙里夫         |
| 萨菲航空           | 喀布尔                                 |